# Homalonychus theologus
Homalonychus theologus är en spindelart som beskrevs av Chamberlin 1924. Homalonychus theologus ingår i släktet Homalonychus och familjen Homalonychidae. Inga underarter finns listade i Catalogue of Life.